# بحارالانوار
بحار الأنوار الجامعة لدُرر أخبار الأئمة الأطهار یا به اختصار بحارالأنوار مفصل‌ترین منبع حدیث شیعه به زبان عربی نوشته محمدباقر مجلسی (۱۰۳۷–۱۱۱۰ هجری) است. گاه دائرةالمعارف احادیث شیعه نامیده می‌شود. این کتاب بعد از کتب اربعه در جایگاه دوم کتاب‌های شیعه قرار دارد.

## شیوه تألیف
در تألیف کتاب بعضی از شاگردان مجلسی شامل میرزا عبدالله افندی، میر محمدصالح خاتون‌آبادی، ملا عبدالله بن نورالدین بحرینی، سید نعمت‌الله جزایری و آمنه خاتون خواهر علامه مجلسی با او همکاری کردند. مجلسی بر همه مراحل کار تسلط کامل داشت و شاگردانش فقط به جمع‌آوری و نگارش آیات و احادیث، ذیل عنوان‌های طراحی شده توسط خود او می‌پرداختند و کلیه گزینش‌ها از متن، سند و نیز تنظیم متن توسط خود او صورت می‌گرفته‌است. اما اتمام کامل کتاب به معنای پاک‌نویسی آن، بعد از وفات مجلسی و توسط شاگردان اوانجام گرفته‌است. مجلسی برای تألیف این کتاب، بسیاری از شاگردانش را به شهرها و کشورهای مختلف فرستاد تا کتب و نسخه‌های موجود روایی را پیدا کنند. برای مثال او گزارش داده حتی برای به دست آوردن کتاب مدینة العلم شیخ صدوق که تصور می‌شد در یمن وجود دارد، گروهی را با هدایای فراوان به سوی حاکم آنجا فرستاد تا کتاب را به دست آورد.
مجلسی عنوانی را برای هر جلد کتاب برمی‌گزید و در ذیل هر عنوان ابوابی را قرار می‌داد. او هر باب را با آیاتی از قرآن کریم که صریحاً یا با قراین گوناگون تاریخی، حدیثی و تفسیری با موضوع تناسب داشته آغاز کرده، سپس اقوال مفسّران (اغلب امین الاسلام طبرسی و فخر رازی) را در حدّ لزوم نقل کرده و آنگاه احادیث ناظر بر هر عنوان را با ذکر سند، به ترتیب شماره آورده‌است. گاه فقط بخشی از یک حدیث را نقل کرده و کامل آن را در بابی مناسبتر آورده‌است (گاهی به محل اصلی نقل حدیث در بحار اشاره می‌کند) و همچنین، در صورت لزوم، برای تبیین معنای حدیث توضیحاتی داده‌است. این توضیحات در جلدهایی که توسط شاگردان او پاک‌نویس شده وجود ندارد.
این کتاب به موضوعات غیرفقهی بیش از موضوعات فقهی پرداخته‌است. در زمان مؤلف در ۲۵ جلد و در چاپ جدید در ۱۱۰ جلد منتشر شده‌است. این کتاب را به همراه وسائل الشیعه و الوافی جوامع حدیثی (ثانویه) می‌نامند.
مجلسی در تألیف بحارالانوار از همکاری بعضی از دانشمندان شیعه که تا صدها نفر نقل شده و حمایت مالی حکومت صفوی و تسهیلات و امکانات بسیاری در گردآوری منابع برخوردار بود.

## گستردگی موضوعات
مجلسی، موضوعات را براساس عناوین و ترتیب موضوعات کتب اخبار، کلام، فقه و تاریخ به این صورت تقسیم‌بندی کرده‌است:
کتاب العقل و العلم و الجهل؛ کتاب التوحید؛ کتاب العدل و المعاد؛ کتاب الاحتجاجات و المناظرات؛ کتاب قصص الانبیاء؛ کتاب تاریخ نبیّنا و احواله؛ کتاب الامامه؛ کتاب الفتن و ما جری بعد النّبی صلّی اللّه علیه و آله؛ کتاب تاریخ ائمه؛ کتاب السماء و العالم؛ کتاب الایمان و الکفر؛ کتاب الاداب و السنن و الاوامر و النواهی و الکبائر و المعاصی؛ کتاب الروضه شامل مواعظ و حکم و خُطب؛ کتاب الطهاره و الصلاه؛ کتاب القرآن و الدعاء؛ کتاب الزکاه و الصوم به همراه ابواب خمس، اعتکاف و اعمال السنه؛ کتاب الحجّ به همراه ابواب جهاد، مرابطه و امر به معروف و نهی از منکر؛ کتاب المزار؛ کتاب العقود و الایقاعات؛ کتاب الاحکام؛ کتاب الاجازات که شامل اسانید و طرق مؤلّف و نیز اجازات علما به شاگردان و معاصرانشان است.